# Иннокентий (Соколов, Иван)
Архимандри́т Инноке́нтий (в миру Ива́н Соколо́в; 13 (24) ноября 1787 года, Тригуляй, Тамбовская губерния — май 1856) — архимандрит Русской православной церкви, ректор Воронежской духовной семинарий. Автор первого жития святителя Митрофана Воронежского.

## Биография
Проходил обучение в Калужской духовной семинарии с 1798 по 1810 года. По её окончании, преподавал в ней русский язык, географию, информаторию.
В период, с 23 декабря 1814 года (4 января 1815) по 6 (18) сентября 1816 года совмещал должности инспектора и учителя латинского языка, арифметики, священной истории, катехизиса в Калужском и Мещовском уездных училищах.
19 ноября (1 декабря) 1816 года принял монашество в штате Пафнутьево-Боровского монастыря.
9 (21) февраля 1817 года посвящен в иеродиаконы, а 11 февраля в иеромонаха.
6 (18) июля 1817 года назначен ректором приходских уездных училищ. С 11 (23) декабря 1817 года назначен цензором проповедей в городе Мещовск и его уезде.
20 января (1 февраля) 1819 года назначен соборным иеромонахом в Донском монастыре. 11 (23) мая 1821 года назначен смотрителем Мещовского Георгиевского монастыря.
6 (18) октября 1826 года назначен инспектором и учителем философии в Калужскую духовную семинарию.
27 ноября (9 декабря) 1827 года возведен в сан архимандрита и назначен настоятелем Перемышльского Троицкого монастыря.
С 10 (22) декабря 1828 года член Калужской духовной консистории.
С 15 (27) января 1829 года ректор Воронежской духовной семинарии и учитель, в ней же, богословских наук; 5 февраля, того же года, переведен настоятелем в Алексеево-Акатов монастырь. С 29 марта (10 апреля) 1829 года член Воронежской духовной консистории, благочинный монастырей епархии и цензор проповедей в Благовещенском соборе. С 18 ноября, того же года, член местного комитета Императорского человеколюбивого общества. В период 1830—1832 годов преподавал в семинарии Священное Писание.
В 1834 году освобожден от должности ректора Воронежской семинарии и назначен настоятелем Трегуляевского Иоанно-Предтеченского мужского монастыря.
Скончался в мае 1856 года.

## Награды
31 марта (12 апреля) 1819 года награжден набедренником.
22 декабря 1825 года (3 января 1826) награжден наперсным крестом.
23 января (4 февраля) 1832 года награжден орденом св. Анны II степени.